# Ken Richardson

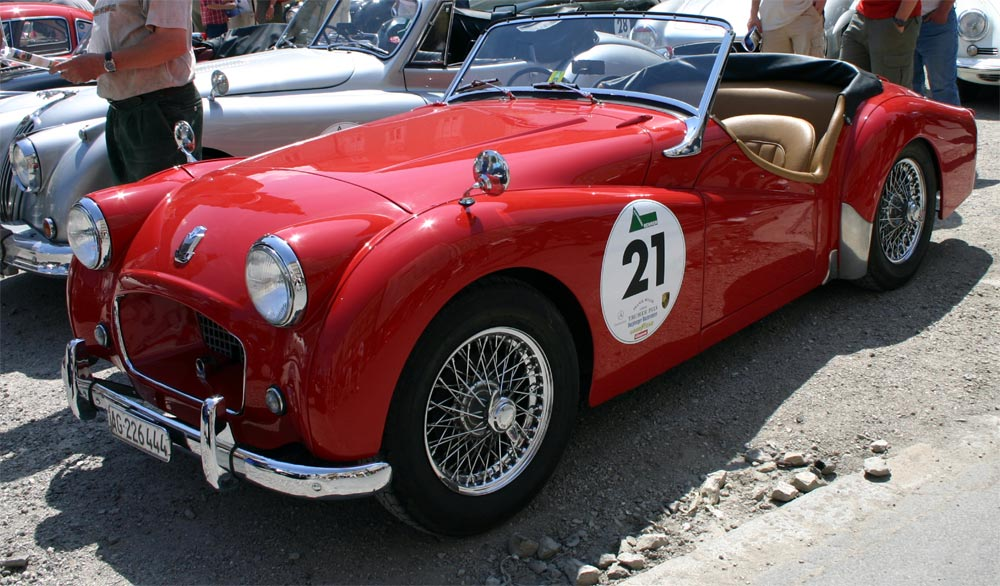
Der von Ken Richardson entwickelte Triumph TR2

William Kenneth „Ken“ Richardson (* 21. August 1911 in Bourne, Lincolnshire; † 27. Juni 1997 ebenda) war ein britischer Test- und Autorennfahrer.

## Motorsport
Richardson war der Testfahrer für das V16-Projekt des britischen Formel-1-Teams B.R.M. Für diesen Rennstall bestritt er 1951 im B.R.M. P15 das Qualifikationstraining des Großen Preises von Italien. Obwohl er sich qualifizierte, wurde ihm nicht gestattet, an dem Rennen teilzunehmen, weil er die passende Rennlizenz nicht besaß. Er unternahm keine weiteren Versuche, an der Formel-1-Weltmeisterschaft teilzunehmen.
1952 entwickelte er für den britischen Automobilhersteller Triumph den Prototyp Triumph TS20 zum Triumph TR2 weiter. Im Mai 1953 erreichte er mit einem seriennahen TR2 auf dem Jabbeke Motorway in Belgien eine Durchschnittsgeschwindigkeit von 200,94 km/h. Dies war ein Geschwindigkeitsweltrekord für 2-Liter-Motoren.
Ken Richardson wurde anschließend Chef des Werks-Motorsport-Teams von Triumph. Er leitete die Einsätze der Triumph-Fahrzeuge von 1954 bis 1961 in Le Mans und bei vielen Rallyes in ganz Europa. Oft nahm er auch als Fahrer oder Beifahrer in Werkswagen an Rallyes teil; so bei der Rallye Monte Carlo, der Mille Miglia und dem Coupe des Alpes. Richardsons Nachfolger als Teamchef wurde Graham Robson.

## Statistik

### Le-Mans-Ergebnisse
| Jahr | Team                  | Fahrzeug    | Teamkollege | Platzierung | Ausfallgrund |
| ---- | --------------------- | ----------- | ----------- | ----------- | ------------ |
| 1955 | Standard Triumph Ltd. | Triumph TR2 | Bert Hadley | Rang 15     |              |

### Einzelergebnisse in der Sportwagen-Weltmeisterschaft
| Saison | Team                               | Rennwagen   | 1   | 2   | 3   | 4   | 5   | 6   | 7 | 8 | 9 | 10 | 11 | 12 | 13 | 14 | 15 | 16 | 17 | 18 | 19 | 20 | 21 | 22 |
| ------ | ---------------------------------- | ----------- | --- | --- | --- | --- | --- | --- | - | - | - | -- | -- | -- | -- | -- | -- | -- | -- | -- | -- | -- | -- | -- |
| 1954   | Robert Dickson                     | Triumph TR2 | BUA | SEB | MIM | LEM | RTT | CAP |   |   |   |    |    |    |    |    |    |    |    |    |    |    |    |    |
| 1954   | Robert Dickson                     | Triumph TR2 |     |     | 27  |     | 20  |     |   |   |   |    |    |    |    |    |    |    |    |    |    |    |    |    |
| 1955   | Standard Motor Company Bob Dickson | Triumph TR2 | BUA | SEB | MIM | LEM | RTT | TAR |   |   |   |    |    |    |    |    |    |    |    |    |    |    |    |    |
| 1955   | Standard Motor Company Bob Dickson | Triumph TR2 |     |     |     | 15  | 22  |     |   |   |   |    |    |    |    |    |    |    |    |    |    |    |    |    |